# Kotjärnen (Silleruds socken, Värmland)
Kotjärnen är en sjö i Årjängs kommun i Värmland och ingår i Göta älvs huvudavrinningsområde.